# Аврёй
Аврёй (фр. Avreuil) — коммуна во Франции, находится в регионе Шампань — Арденны. Департамент — Об. Входит в состав кантона Шаурс. Округ коммуны — Труа.
Код INSEE коммуны — 10024.
Коммуна расположена приблизительно в 155 км к юго-востоку от Парижа, в 105 км южнее Шалон-ан-Шампани, в 29 км к югу от Труа.

## Население
Население коммуны на 2008 год составляло 167 человек.
| 1962 | 1968 | 1975 | 1982 | 1990 | 1999 | 2008 |
| ---- | ---- | ---- | ---- | ---- | ---- | ---- |
| 163  | 185  | 194  | 184  | 168  | 167  | 167  |

## Администрация
| Период | Период | Фамилия         | Партия | Примечания |
| ------ | ------ | --------------- | ------ | ---------- |
| 1989   | 2008   | Франсуа Дельшер |        |            |
| 2008   |        | Робер Готро     |        |            |

## Экономика

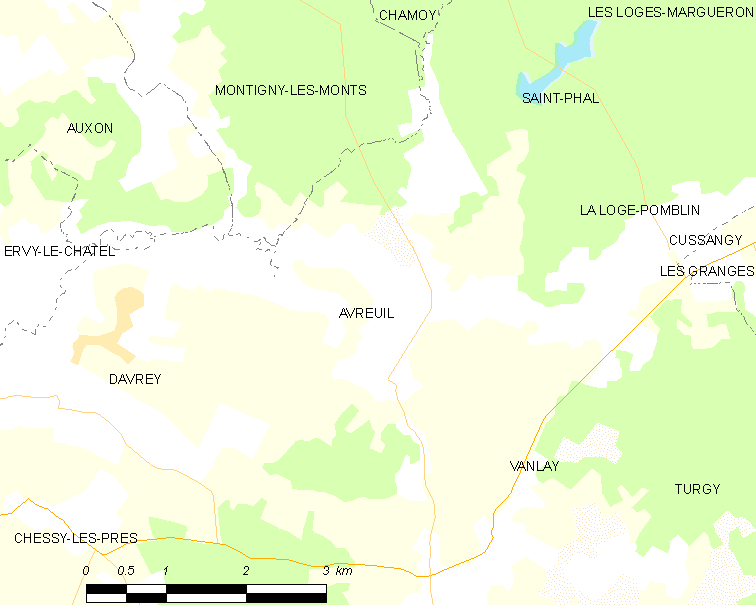
Карта коммуны

В 2007 году среди 89 человек в трудоспособном возрасте (15—64 лет) 66 были экономически активными, 23 — неактивными (показатель активности — 74,2 %, в 1999 году было 69,5 %). Из 66 активных работали 64 человека (37 мужчин и 27 женщин), безработных было 2 (1 мужчина и 1 женщина). Среди 23 неактивных 5 человек были учениками или студентами, 7 — пенсионерами, 11 были неактивными по другим причинам.

## Достопримечательности
- Церковь Успения Божьей Матери (XVI век). Памятник истории с 1992 года[3]